# Placidochromis borealis
Placidochromis borealis är en fiskart som beskrevs av Mark Hanssens 2004. Placidochromis borealis ingår i släktet Placidochromis och familjen Cichlidae. Inga underarter finns listade i Catalogue of Life.